# Populus simaroa
Populus simaroa es una especie de planta fanerógama de la familia Salicaceae.

## Nombre común
- Español: álamo, en el estado de México y Guerrero; simaroa y tepolcoxtli en Guerrero.

## Clasificación y descripción de la especie
Árbol hasta de 45 m de alto, tronco hasta 2 m de diámetro en la base, ramas horizontales a casi verticales, corteza gris y lisa en ramas y troncos jóvenes, volviéndose negruzca en los troncos de plantas maduras. Pecíolos de 2 a 8 cm de largo, excediendo de la mitad del largo de la hoja. Limbo por lo común ovado, deltoideo o suborbicular, de 8 a 23 cm de largo y de 4 a 13 de ancho, margen más o menos aserrado con 2 o 3 dientes terminados en glándula, cerca o en la inserción del pecíolo. Inflorescencias masculinas, angostamente cilíndricas; estambres de 10 a 18, filamentos filiformes hasta de 1 mm de largo, anteras anchamente oblongas de unos 8 mm de largo, frecuentemente rojizas; inflorescencias femeninas angostamente cilíndricas, densifloras, hasta de 6 cm y aun 8 cm de largo en los frutos; pedicelos de 1 mm de largo; ovario globoso, densamente blanco pubescente, estilos 2, glabros, cada uno con 2 a 4 estigmas. Cápsulas ovoideo-cónicas, de 4 a 6 mm de largo, de 2 a 3 mm de diámetro; Semillas maduras generalmente 1 o 2 por cápsula, más o menos elípticas, comprimidas de 1.5 mm de largo, de color pajizo y superficie rugosa.

## Distribución de la especie
Esta especie se distribuye en México, en el estado de México, en Almoloya de Alquiciras, Nanchititla (municipio de Tejupilco), Temascaltepec; en el estado de Guerrero cerca de Camotla (municipio de Chichihualco); Agua Fria (municipio de Tlacotepec); Coxtlahuacan (municipio de Mochitlán); Cocomatlán (municipio de Chilpancingo) y en las Palancas (municipio de Coyuca de Catalán).

## Hábitat
Crece en vegetación de bosque mesófilo de montaña, bosque húmedo de encino (Quercus) o de encino-pino (Pinus); a veces en los alrededores de los poblados o en la orilla de arroyos, a altitudes de 1500 a 2500 m s.n.m.

## Estado de conservación
En México se encuentra en la categoría Sujeta a Protección Especial (Pr) en la Norma Oficial Mexicana NOM-059-SEMARNAT-2010 .